# Скрипка Валерій Петрович
Валерій Петрович Скрипка — солдат Збройних сил України, учасник російсько-української війни, що загинув у ході російського вторгнення в Україну в 2022 році.

## Життєпис
Валерій Скрипка народився у Києві. Після закінчення загальноосвітньої школи навчався у Фаховому коледжі геологорозвідувальних технологій Київського національного університету імені Тараса Шевченка. З початку російсько-української війни брав участь в АТО на сході України в складі 54-ій окремій механізованій бригаді, зокрема, в боях на Світлодарській дузі 2016 року та на всій території АТО/ООС. Обіймав військову посаду стрільця-гранатометника. З початком повномасштабного російського вторгнення в Україну був мобілізований та перебував на передовій у складі 72-ої окремої механізованої бригади імені Чорних Запорожців. Разом із співслуживцями брав участь в обороні Київщини. Гранатометник Валерій Скрипка загинув 19 березня 2022 року під час оборони Київської області. Він тримав множинні осколкові поранення біля села Мощун Бучанського району на Київщині. Поховали військовослужбовця на Берковецькому цвинтарі у рідному Києві. Посмертно нагороджений орденом «За мужність» ІІІ ступеня..

## Родина
У загиблого залишилася дружина Наталія та двоє синів: Олександр і Дамір. Молодший син народився через 5 місяців після загибелі тата.

## Нагороди
- орден «За мужність» III ступеня (2022, посмертно) — за особисту мужність і самовіддані дії, виявлені у захисті державного суверенітету та територіальної цілісності України, вірність військовій присязі[2].